# Médersas de Tunis

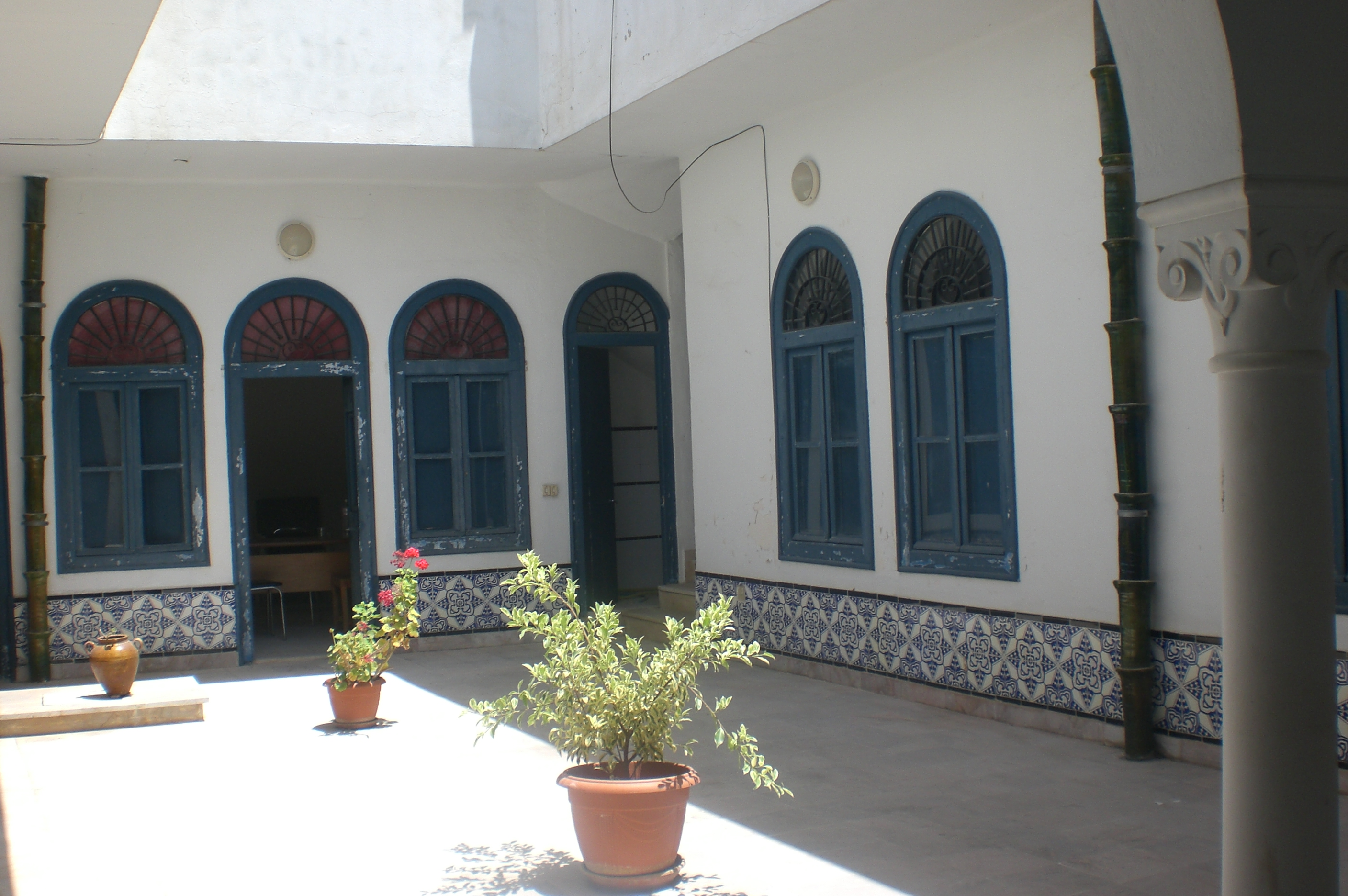
Médersa Asfouria.

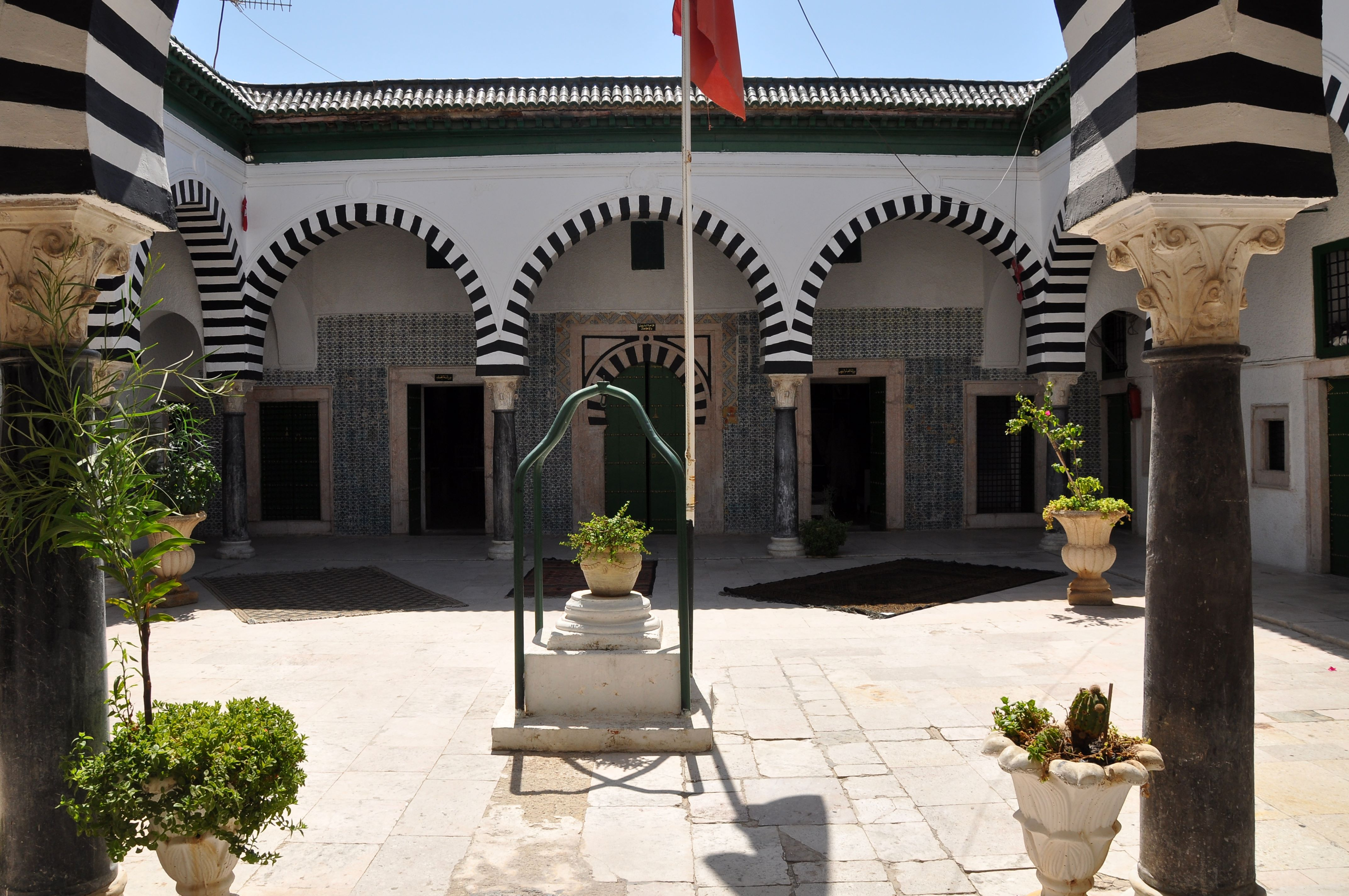
Médersa El Bachia.

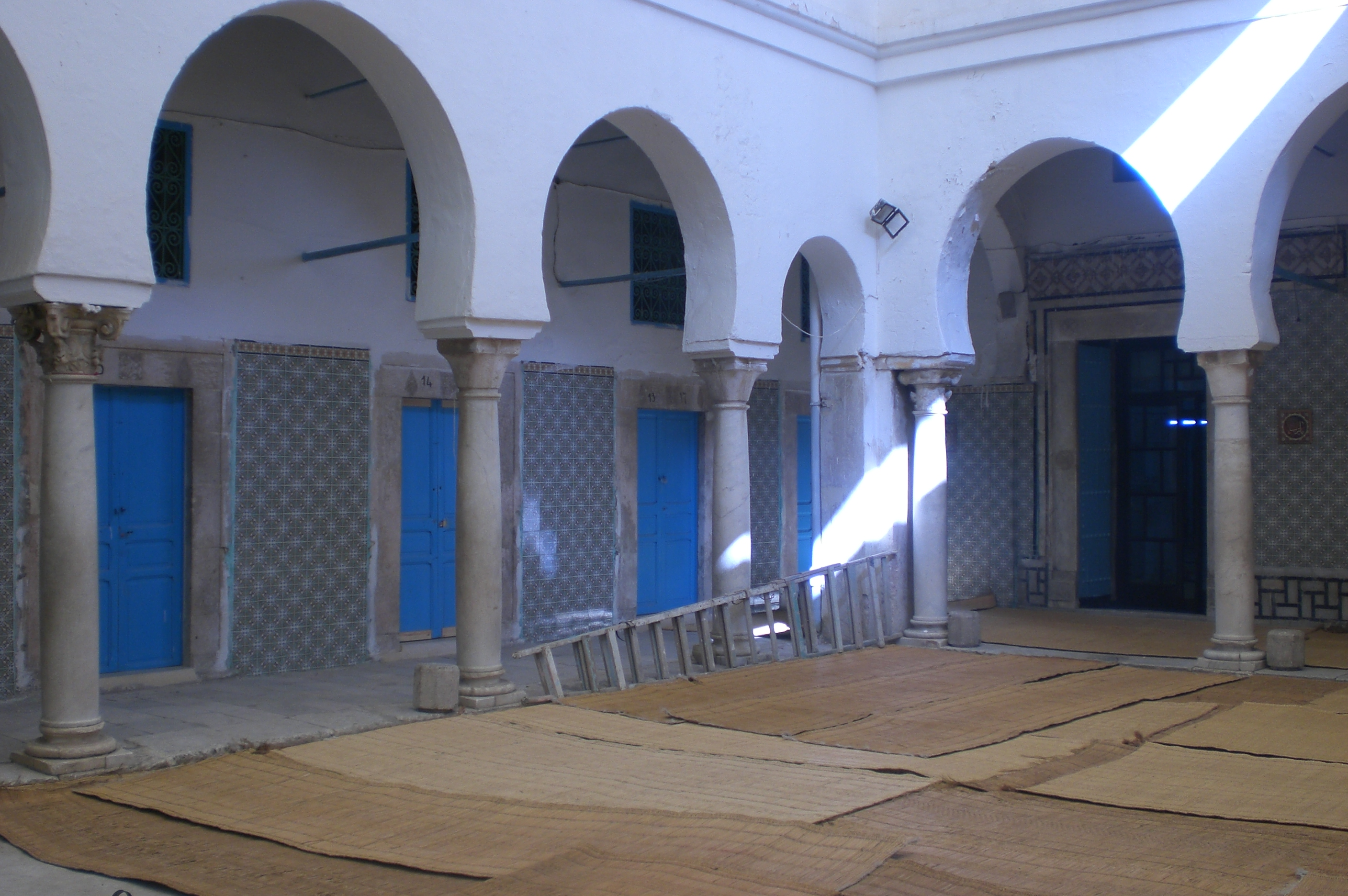
Médersa des Teinturiers.

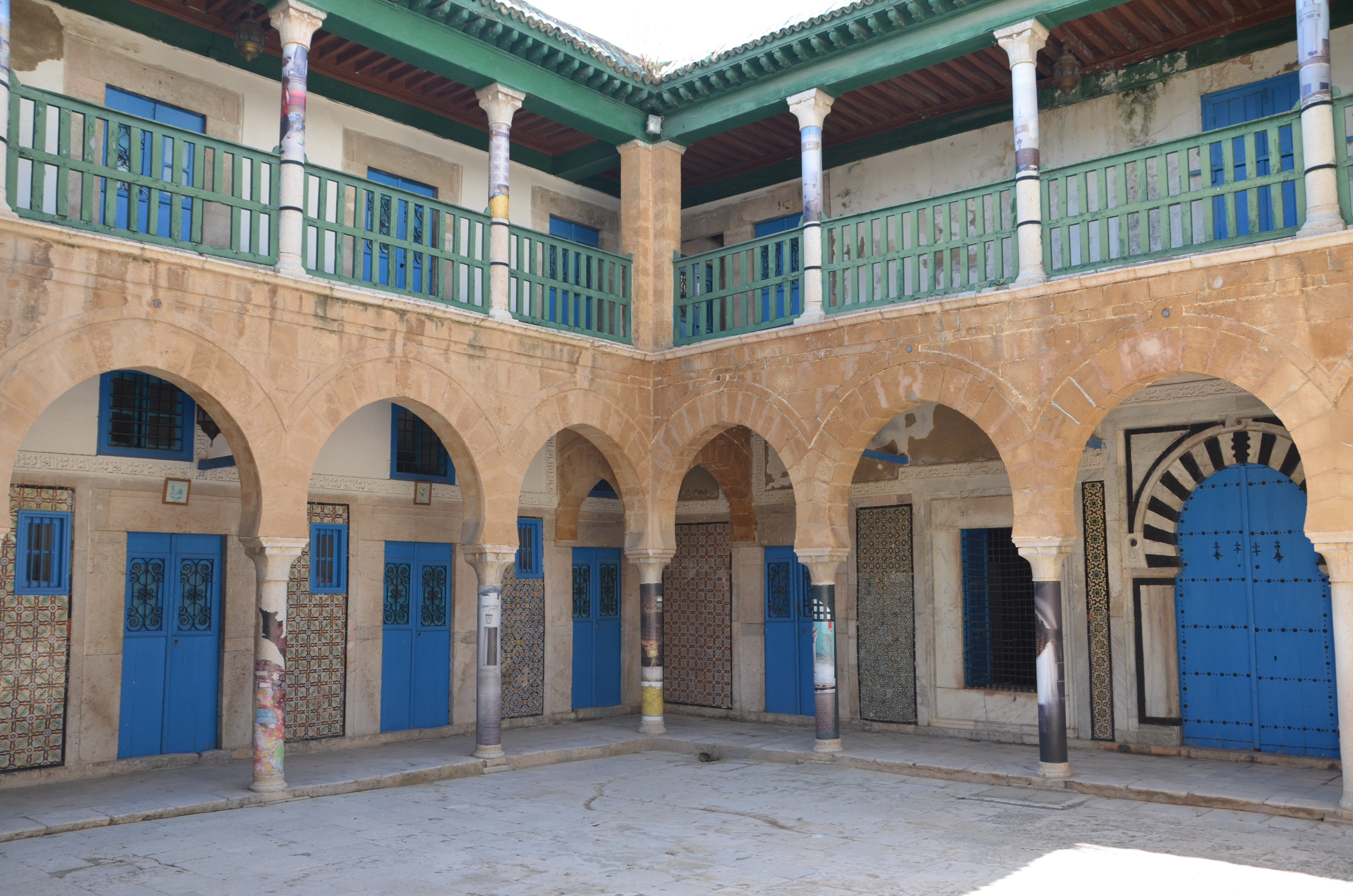
Médersa Mouradiyya.

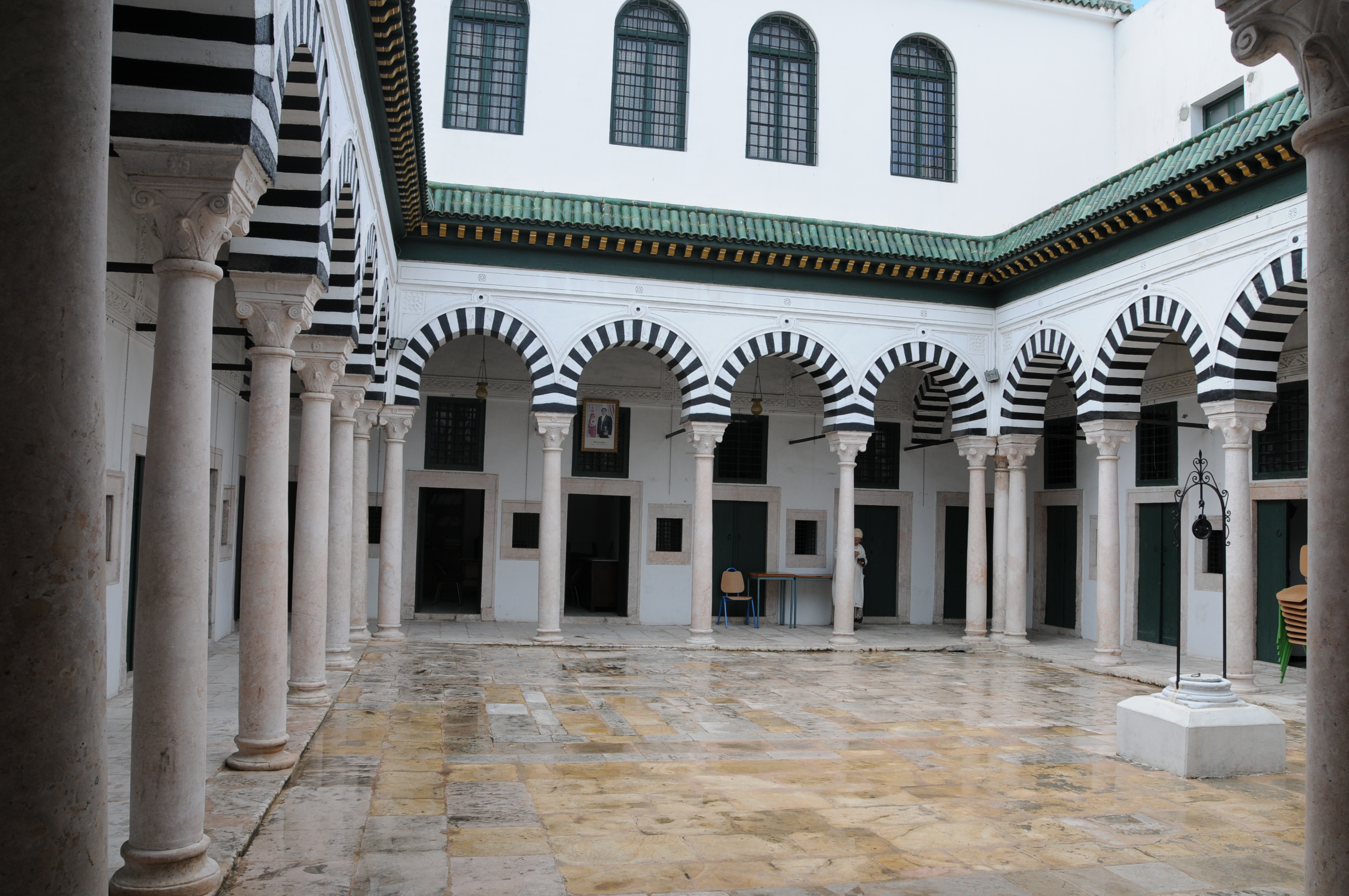
Médersa Slimania.

Les médersas de Tunis ont pour beaucoup été construites dans la médina de Tunis sous le règne de la dynastie hafside. Elles sont fondées afin de former les fonctionnaires de l'État.
Au XXe siècle, leur rôle se limite à héberger les étudiants de l'Université Zitouna.

## Liste
- Médersa Al Habibia Al Kubra
- Médersa Al Habibia Al Sughra
- Médersa Al Husseiniya Al Kubra
- Médersa Al Husseiniya Al Sughra
- Médersa Al Jassoussia
- Médersa Al Khaldounia
- Médersa Asfouria
- Médersa Andaloussiya
- Médersa Bir Lahjar
- Médersa de la zaouïa El Bokria
- Médersa de la zaouïa Sidi El Bahi
- Médersa de Sidi Ali Chiha
- Médersa de Sidi Yahia
- Médersa du caïd Mourad
- Médersa du cheikh Belkhir
- Médersa Ech Chamaiya
- Médersa El Achouria
- Médersa El Bachia
- Médersa El Béchiria
- Médersa El Doghria
- Médersa El Kacemia
- Médersa El Maghribia
- Médersa El Mettichia
- Médersa El Mountaciriya
- Médersa El Tawfikia
- Médersa El Unqiya
- Médersa El Yusefiya
- Médersa Ennakhla
- Médersa Hamzia
- Médersa Ibn Tafargine
- Médersa Marjania
- Médersa Mouradiyya
- Médersa Saheb Ettabaâ
- Médersa Salhia
- Médersa Slimania
- Médersa des Teinturiers